# Fura
Fura Sport est une marque belge de vêtement de sport créée en 2006 par la société Talento, la marque Fura est spécialisée dans le développement et la fabrication des équipements et d’accessoires de sport. La marque Fura est présente avec un réseau de distribution d'environ 10 pays dans le monde.[source insuffisante]

## Équipementier officiel

### Football

#### Clubs

##### Afrique
- Coton Sport  de Garoua[2]
- Canon Yaoundé[3]
- Rayon Sports FC[4]
- FC Saint Eloi Lupopo[5],[6]
- Foullah Edifice FC[7]

##### Anciens clubs
- AS Vita Club[8],[9],[10]
- SC Mineiro Aljustrelense
- Domant FC[11],[12],[13]
- Africa Sports[14],[15]
- OFTA FC
- FC Renaissance du Congo[16],[14],[17]
- SM Sanga Balende[18],[19],[20]

#### Fédération
- FERWAFA[21]

### Boxe
- Nouria Kondi